# Aptinoderus umvotianus
Aptinoderus umvotianus é uma espécie de carabídeo da tribo Brachinini, com distribuição restrita à África do Sul.